# Ogrody (Augustów)
Ogrody – osiedle mieszkaniowe w Augustowie w województwie podlaskim.

## Położenie
Osiedle Ogrody jest położone ok. 300 m od centrum miasta, na południe od ul. ks. Skorupki. Osiedle powstało w latach 90. XX w. Zabudowane jest blokami mieszkalnymi.